# Pająki Nowej Zelandii
Pająki Nowej Zelandii, araneofauna Nowej Zelandii – ogół taksonów pajęczaków z rzędu pająków, których występowanie stwierdzono na Nowej Zelandii.
Według World Spider Catalogue do 2021 roku z Nowej Zelandii wykazano około 1140 opisanych gatunków pająków, z których zdecydowana większość to endemity tego kraju.

## Ptaszniki(Mygalomorphae)

### Hexathelidae
Z Nowej Zelandii wykazano:
- Hexathele cantuaria
- Hexathele cavernicola
- Hexathele exemplar
- Hexathele hochstetteri
- Hexathele huka
- Hexathele huttoni
- Hexathele kohua
- Hexathele maitaia
- Hexathele nigra
- Hexathele otira
- Hexathele para
- Hexathele petriei
- Hexathele pukea
- Hexathele putuna
- Hexathele ramsayi
- Hexathele rupicola
- Hexathele taumara
- Hexathele waipa
- Hexathele waita
- Hexathele wiltoni

### Idiopidae
Z Nowej Zelandii wykazano:

- Cantuaria abdita
- Cantuaria allani
- Cantuaria aperta
- Cantuaria apica
- Cantuaria assimilis
- Cantuaria borealis
- Cantuaria catlinsensis
- Cantuaria cognata
- Cantuaria collensis
- Cantuaria delli
- Cantuaria dendyi
- Cantuaria depressa
- Cantuaria dunedinensis
- Cantuaria gilliesi
- Cantuaria grandis
- Cantuaria huttoni
- Cantuaria insulana
- Cantuaria isolata
- Cantuaria johnsi
- Cantuaria kakahuensis
- Cantuaria lomasi
- Cantuaria magna
- Cantuaria marplesi
- Cantuaria maxima
- Cantuaria medialis
- Cantuaria mestoni
- Cantuaria minor
- Cantuaria myersi
- Cantuaria napua
- Cantuaria orepukiensis
- Cantuaria parrotti
- Cantuaria pilama
- Cantuaria prina
- Cantuaria reducta
- Cantuaria secunda
- Cantuaria sinclairi
- Cantuaria stephenensis
- Cantuaria stewarti
- Cantuaria sylvatica
- Cantuaria toddae
- Cantuaria vellosa
- Cantuaria wanganuiensis

### Migidae
Z Nowej Zelandii wykazano:

- Migas australis
- Migas borealis
- Migas cambridgei
- Migas centralis
- Migas cumberi
- Migas distinctus
- Migas gatenbyi
- Migas giveni
- Migas goyeni
- Migas hesperus
- Migas hollowayi
- Migas insularis
- Migas kirki
- Migas kochi
- Migas linburnensis
- Migas lomasi
- Migas marplesi
- Migas minor
- Migas otari
- Migas paradoxus
- Migas quintus
- Migas sandageri
- Migas saxatilis
- Migas secundus
- Migas solitarius
- Migas taierii
- Migas tasmani
- Migas toddae
- Migas tuhoe

### Porrhothelidae
Z Nowej Zelandii wykazano:
- Porrhothele antipodiana
- Porrhothele blanda
- Porrhothele moana
- Porrhothele modesta
- Porrhothele quadrigyna

### Pycnothelidae
Z Nowej Zelandii wykazano:
- Stanwellia bipectinata
- Stanwellia hapua
- Stanwellia hollowayi
- Stanwellia houhora
- Stanwellia kaituna
- Stanwellia media
- Stanwellia puna
- Stanwellia regia
- Stanwellia taranga
- Stanwellia tuna

## Pająki wyższe(Araneomorphae)

### Aksamitnikowate(Clubionidae)
Z Nowej Zelandii wykazano:
- Clubiona blesti
- Clubiona cada
- Clubiona cambridgei
- Clubiona chathamensis
- Clubiona clima
- Clubiona consensa
- Clubiona contrita
- Clubiona convoluta
- Clubiona delicata
- Clubiona huttoni
- Clubiona peculiaris
- Clubiona producta
- Clubiona scatula
- Clubiona torta

### Anapidae
Z Nowej Zelandii wykazano:

- Algidiella aucklandica
- Holarchaea novaeseelandiae
- Novanapis spinipes
- Paranapis insula
- Paranapis isolata
- Pua novaezealandiae
- Rayforstia antipoda
- Rayforstia insula
- Rayforstia mcfarlanei
- Rayforstia plebeia
- Rayforstia propinqua
- Rayforstia salmoni
- Rayforstia scuta
- Rayforstia signata
- Rayforstia vulgaris
- Rayforstia wisei
- Taliniella nigra
- Taliniella vinki
- Taphiassa punctata
- Tinytrella pusilla
- Zealanapis armata
- Zealanapis australis
- Zealanapis conica
- Zealanapis insula
- Zealanapis kuscheli
- Zealanapis matua
- Zealanapis montana
- Zealanapis otago
- Zealanapis punta
- Zealanapis waipoua

### Ciemieńcowate(Dictynidae)
Z Nowej Zelandii wykazano:
- Arangina cornigera
- Arangina pluva
- Paradictyna ilamia
- Paradictyna rufoflava
- Viridictyna australis
- Viridictyna kikkawai
- Viridictyna nelsonensis
- Viridictyna parva
- Viridictyna picata

### Corinnidae
Z Nowej Zelandii wykazano:
- Nyssus albopunctatus
- Nyssus coloripes

### Cyatholipidae
Z Nowej Zelandii wykazano:
- Hanea paturau
- Tekella absidata
- Tekella bisetosa
- Tekella lineata
- Tekella nemoralis
- Tekella unisetosa
- Tekelloides australis
- Tekelloides flavonotatus

### Cycloctenidae
Z Nowej Zelandii wykazano:

- Cycloctenus agilis
- Cycloctenus centralis
- Cycloctenus duplex
- Cycloctenus fiordensis
- Cycloctenus fugax
- Cycloctenus lepidus
- Cycloctenus nelsonensis
- Cycloctenus paturau
- Cycloctenus pulcher
- Cycloctenus westlandicus
- Orepukia alta
- Orepukia catlinsensis
- Orepukia dugdalei
- Orepukia egmontensi
- Orepukia florae
- Orepukia geophila
- Orepukia grisea
- Orepukia insula
- Orepukia nota
- Orepukia nummosa
- Orepukia orophila
- Orepukia pallida
- Orepukia poppelwelli
- Orepukia prina
- Orepukia rakiura
- Orepukia redacta
- Orepukia riparia
- Orepukia sabua
- Orepukia similis
- Orepukia simplex
- Orepukia sorenseni
- Orepukia tanea
- Orepukia tonga
- Orepukia virtuta
- Pakeha buechlerae
- Pakeha duplex
- Pakeha hiloa
- Pakeha inornata
- Pakeha insignita
- Pakeha kirki
- Pakeha lobata
- Pakeha manapouri
- Pakeha maxima
- Pakeha media
- Pakeha minima
- Pakeha paratecta
- Pakeha parrotti
- Pakeha protecta
- Pakeha pula
- Pakeha stewartia
- Pakeha subtecta
- Pakeha tecta
- Paravoca opaca
- Paravoca otagoensis
- Plectophanes altus
- Plectophanes archeyi
- Plectophanes frontalis
- Plectophanes hollowayae
- Plectophanes pilgrimi
- Toxopsiella alpina
- Toxopsiella australis
- Toxopsiella centralis
- Toxopsiella dugdalei
- Toxopsiella horningi
- Toxopsiella lawrencei
- Toxopsiella medialis
- Toxopsiella minuta
- Toxopsiella nelsonensis
- Toxopsiella orientalis
- Toxopsiella parrotti
- Toxopsiella perplexa
- Uzakia unica

### Czyhakowate(Segestriidae)
Z Nowej Zelandii wykazano:
- Ariadna barbigera
- Ariadna bellatoria
- Ariadna septemcincta
- Segestria saeva

### Darownikowate(Pisuaridae)
Z Nowej Zelandii wykazano:
- Dolomedes aquaticus
- Dolomedes dondalei
- Dolomedes minor
- Dolomedes schauinslandi

### Deinopidae
Z Nowej Zelandii wykazano:
- Deinopis subrufa

### Desidae
Z Nowej Zelandii wykazano:

- Akatorea gracilis
- Akatorea otagoensis
- Amphinecta decemmaculata
- Amphinecta dejecta
- Amphinecta luta
- Amphinecta mara
- Amphinecta milina
- Amphinecta mula
- Amphinecta pika
- Amphinecta pila
- Amphinecta puka
- Amphinecta tama
- Amphinecta tula
- Badumna insignis
- Badumna longinqua
- Cambridgea agrestis
- Cambridgea ambigua
- Cambridgea annulata
- Cambridgea antipodiana
- Cambridgea arboricola
- Cambridgea australis
- Cambridgea decorata
- Cambridgea elegans
- Cambridgea fasciata
- Cambridgea foliata
- Cambridgea inaequalis
- Cambridgea insulana
- Cambridgea longipes
- Cambridgea mercurialis
- Cambridgea obscura
- Cambridgea occidentalis
- Cambridgea ordishi
- Cambridgea pallidula
- Cambridgea peculiaris
- Cambridgea peelensis
- Cambridgea plagiata
- Cambridgea quadromaculata
- Cambridgea ramsayi
- Cambridgea reinga
- Cambridgea secunda
- Cambridgea solanderensis
- Cambridgea sylvatica
- Cambridgea tuiae
- Cambridgea turbotti
- Desis marina
- Dunstanoides angustiae
- Dunstanoides hesperis
- Dunstanoides hinawa
- Dunstanoides hova
- Dunstanoides kochi
- Dunstanoides mirus
- Dunstanoides montanus
- Dunstanoides nuntius
- Dunstanoides salmoni
- Goyenia electa
- Goyenia fresa
- Goyenia gratiosa
- Goyenia lucrosa
- Goyenia marplesi
- Goyenia multidentata
- Goyenia ornata
- Goyenia sana
- Goyenia scitula
- Goyenia sylvatica
- Helsonia plata
- Holomamoea foveata
- Huara antarctica
- Huara chapmanae
- Huara decorata
- Huara dolosa
- Huara grossa
- Huara hastata
- Huara inflata
- Huara kikkawa
- Huara marplesi
- Huara mura
- Huara ovalis
- Huara pudica
- Ischalea spinipes
- Makora calypso
- Makora detrita
- Makora diversa
- Makora figurata
- Makora mimica
- Mamoea assimilis
- Mamoea bicolor
- Mamoea cantuaria
- Mamoea cooki
- Mamoea florae
- Mamoea grandiosa
- Mamoea hesperis
- Mamoea hughsoni
- Mamoea inornata
- Mamoea mandibularis
- Mamoea maorica
- Mamoea montana
- Mamoea monticola
- Mamoea otira
- Mamoea pilosa
- Mamoea rakiura
- Mamoea rufa
- Mamoea unica
- Mamoea westlandica
- Mangareia maculata
- Mangareia motu
- Maniho australis
- Maniho cantuarius
- Maniho centralis
- Maniho insulanus
- Maniho meridionalis
- Maniho ngaitahu
- Maniho otagoensis
- Maniho pumilio
- Maniho tigris
- Maniho vulgaris
- Matachia australis
- Matachia livor
- Matachia marplesi
- Matachia ramulicola
- Matachia similis
- Mesudus frondosus
- Mesudus setosus
- Mesudus solitarius
- Nanocambridgea gracilipes
- Neororea homerica
- Neororea sorenseni
- Notomatachia cantuaria
- Notomatachia hirsuta
- Notomatachia wiltoni
- Nuisiana arboris
- Oparara karamea
- Oparara vallus
- Panoa contorta
- Panoa fiordensis
- Panoa mora
- Panoa tapanuiensis
- Paramamoea aquilonalis
- Paramamoea arawa
- Paramamoea incerta
- Paramamoea incertoides
- Paramamoea insulana
- Paramamoea pandora
- Paramamoea paradisica
- Paramamoea parva
- Paramamoea urewera
- Paramamoea waipoua
- Poaka graminicola
- Rangitata peelensis
- Rapua australis
- Reinga apica
- Reinga aucklandensis
- Reinga grossa
- Reinga media
- Reinga waipoua
- Rorea aucklandensis
- Rorea otagoensis
- Tuakana wiltoni
- Waterea cornigera

### Gradungulidae
Z Nowej Zelandii wykazano:
- Gradungula sorenseni
- Pianoa isolata
- Spelungula cavernicola

### Hahniidae
Z Nowej Zelandii wykazano:
- Alistra centralis
- Alistra inanga
- Alistra mangareia
- Alistra napua
- Alistra opina
- Alistra reinga
- Alistra tuna
- Kapanga alta
- Kapanga festiva
- Kapanga grana
- Kapanga hickmani
- Kapanga isulata
- Kapanga luana
- Kapanga mana
- Kapanga manga
- Kapanga solitaria
- Kapanga wiltoni
- Porioides rima
- Porioides tasmani
- Rinawa bola
- Rinawa cantuaria
- Rinawa otagoensis
- Rinawa pula
- Scotospilus divisus
- Scotospilus nelsonensis
- Scotospilus plenus
- Scotospilus westlandicus

### Huttoniidae
Z Nowej Zelandii wykazano:
- Huttonia palpimanoides

### Koliściakowate(Uloboridae)
Z Nowej Zelandii wykazano:
- Philoponella congregabilis
- Waitkera waitakerensis

### Komórczakowate(Dysderidae)
Z Nowej Zelandii wykazano:
- Dysdera crocata

### Krzyżakowate(Araneidae)
Z Nowej Zelandii wykazano:

- Acroaspis decorosa
- Arachnura feredayi
- Argiope protensa
- Backobourkia brouni
- Backobourkia heroine
- Celaenia atkinsoni
- Celaenia excavata
- Celaenia hectori
- Celaenia olivacea
- Celaenia penna
- Celaenia tuberosa
- Colaranea brunnea
- Colaranea melanoviridis
- Colaranea verutum
- Colaranea viriditas
- Cryptaranea albolineata
- Cryptaranea atrihastula
- Cryptaranea invisibilis
- Cryptaranea stewartensis
- Cryptaranea subalpina
- Cryptaranea subcompta
- Cryptaranea venustula
- Cyclosa trilobata
- Eriophora pustulosa
- Neoscona orientalis
- Novakiella trituberculosa
- Novaranea queribunda
- Poecilopachys australasia
- Prasonica plagiata
- Trichonephila edulis
- Zealaranea crassa
- Zealaranea prina
- Zealaranea saxitalis
- Zealaranea trinotata

### Kwadratnikowate(Tetragnathidae)
Z Nowej Zelandii wykazano:
- Leucauge dromedaria
- Nanometa forsteri
- Nanometa lagenifera
- Nanometa purpurapunctata
- Taraire oculta
- Taraire rufolineata
- Tawhai arborea
- Tetragnatha flavida
- Tetragnatha multipunctata
- Tetragnatha nigricans
- Tetragnatha nitens'

### Lamponidae
Z Nowej Zelandii wykazano:
- Lampona cylindrata
- Lampona murina

### Lejkowcowate(Agelenidae)
Z Nowej Zelandii wykazano:

- Ahua dentata
- Ahua insula
- Ahua kaituna
- Ahua vulgaris
- Huka alba
- Huka lobata
- Huka minima
- Huka minuta
- Huka pallida
- Mahura accola
- Mahura bainhamensis
- Mahura boara
- Mahura crypta
- Mahura detrita
- Mahura hinua
- Mahura musca
- Mahura rubella
- Mahura rufula
- Mahura scuta
- Mahura sorenseni
- Mahura southgatei
- Mahura spinosa
- Mahura spinosoides
- Mahura takahea
- Mahura tarsa
- Mahura turris
- Mahura vella
- Neorepukia hama
- Neorepukia pilama
- Oramia chathamensis
- Oramia littoralis
- Oramia mackerrowi
- Oramia marplesi
- Oramia occidentalis
- Oramia rubrioides
- Oramia solanderensis
- Oramiella wisei
- Paramyro apicus
- Paramyro parapicus
- Porotaka detrita
- Porotaka florae
- Tararua celeripes
- Tararua clara
- Tararua diversa
- Tararua foordi
- Tararua puna
- Tararua ratuma
- Tararua versuta
- Tegenaria domestica
- Tuapoka cavata
- Tuapoka ovalis

### Lenikowate(Zodariidae)
Z Nowej Zelandii wykazano:
- Forsterella faceta

### Malkaridae
Z Nowej Zelandii wykazano:
- Forstrarchaea rubra
- Ozarchaea forsteri
- Pararchaea alba
- Tingotingo porotiti
- Tingotingo pouaru
- Tingotingo tokorera
- Whakamoke guacamole
- Whakamoke heru
- Whakamoke hunahuna
- Whakamoke orongorongo
- Whakamoke paoka
- Whakamoke rakiura
- Whakamoke tarakina

### Mecysmaucheniidae
Z Nowej Zelandii wykazano:
- Aotearoa magna
- Zearchaea clypeata
- Zearchaea fiordensis

### Megadictynidae
Z Nowej Zelandii wykazano:
- Forstertyna marplesi
- Megadictyna thilenii

### Motaczowate(Anyphaenidae)
Z Nowej Zelandii wykazano:
- Amaurobioides major
- Amaurobioides maritima
- Amaurobioides minor
- Amaurobioides pallida
- Amaurobioides picuna
- Amaurobioides piscator
- Amaurobioides pleta
- Amaurobioides pohara

### Nasosznikowate(Pholcidae)
Z Nowej Zelandii wykazano:
- Pholcus phalangioides
- Psilochorus simoni

### Naśladownikowate(Mimetidae)
Z Nowej Zelandii wykazano:
- Australomimetus maculosus
- Australomimetus mendicus
- Australomimetus sennio

### Oecobiidae
Z Nowej Zelandii wykazano:
- Oecobius navus

### Omatnikowate(Theridiidae)
Z Nowej Zelandii wykazano:

- Argyrodes antipodianus
- Argyrodes lepidus
- Ariamnes triangulatus
- Coleosoma octomaculatum
- Cryptachaea blattea
- Cryptachaea gigantipes
- Cryptachaea veruculata
- Episinus antipodianus
- Episinus similanus
- Episinus similitudus
- Euryopis nana
- Icona alba
- Icona drama
- Latrodectus hasselti
- Latrodectus katipo
- Moneta conifera
- Nesticodes rufipes
- Parasteatoda tepidariorum
- Pholcomma antipodianum
- Pholcomma hickmani
- Pholcomma turbotti
- Phoroncidia pukeiwa
- Phoroncidia puketoru
- Phoroncidia quadrata
- Phycosoma oecobioides
- Rhomphaea urquharti
- Steatoda capensis
- Steatoda grossa
- Steatoda lepida
- Steatoda truncata
- Theridion albocinctum
- Theridion ampliatum
- Theridion argentatulum
- Theridion cruciferum
- Theridion flabelliferum
- Theridion gracilipes
- Theridion longicrure
- Theridion porphyreticum
- Theridion punicapunctatum
- Theridion squalidum
- Theridion viridanum
- Theridion zantholabio

### Oonopidae
Z Nowej Zelandii wykazano:
- Kapitia obscura

### Orsolobidae
Z Nowej Zelandii wykazano:

- Anopsolobus subterraneus
- Ascuta australis
- Ascuta cantuaria
- Ascuta inopinata
- Ascuta insula
- Ascuta leith
- Ascuta media
- Ascuta monowai
- Ascuta montana
- Ascuta musca
- Ascuta ornata
- Ascuta parornata
- Ascuta taupo
- Ascuta tongariro
- Ascuta univa
- Bealeyia unicolor
- Dugdalea oculata
- Duripelta alta
- Duripelta australis
- Duripelta borealis
- Duripelta egmont
- Duripelta hunua
- Duripelta koomaa
- Duripelta mawhero
- Duripelta minuta
- Duripelta monowai
- Duripelta otara
- Duripelta pallida
- Duripelta paringa
- Duripelta peha
- Duripelta scuta
- Duripelta totara
- Duripelta townsendi
- Duripelta watti
- Maoriata magna
- Maoriata montana
- Maoriata vulgaris
- Orongia medialis
- Orongia motueka
- Orongia whangamoa
- Paralobus salmoni
- Pounamuella australis
- Pounamuella complexa
- Pounamuella hauroko
- Pounamuella hollowayae
- Pounamuella insula
- Pounamuella kuscheli
- Pounamuella ramsayi
- Pounamuella vulgaris
- Subantarctia centralis
- Subantarctia dugdalei
- Subantarctia fiordensis
- Subantarctia florae
- Subantarctia muka
- Subantarctia penara
- Subantarctia stewartensis
- Subantarctia trina
- Subantarctia turbotti
- Tangata alpina
- Tangata furcata
- Tangata horningi
- Tangata kohuka
- Tangata murihiku
- Tangata nigra
- Tangata orepukiensis
- Tangata otago
- Tangata parafurcata
- Tangata plena
- Tangata pouaka
- Tangata rakiura
- Tangata stewartensis
- Tangata sylvester
- Tangata tautuku
- Tangata townsendi
- Tangata waipoua
- Tautukua isolata
- Turretia dugdalei
- Waiporia algida
- Waiporia chathamensis
- Waiporia egmont
- Waiporia extensa
- Waiporia hawea
- Waiporia hornabrooki
- Waiporia mensa
- Waiporia modica
- Waiporia owaka
- Waiporia ruahine
- Waiporia tuata
- Waiporia wiltoni
- Waipoua gressitti
- Waipoua hila
- Waipoua insula
- Waipoua montana
- Waipoua otiana
- Waipoua ponanga
- Waipoua toronui
- Waipoua totara
- Wiltonia elongata
- Wiltonia eylesi
- Wiltonia fiordensis
- Wiltonia graminicola
- Wiltonia lima
- Wiltonia nelsonensis
- Wiltonia pecki
- Wiltonia porina
- Wiltonia rotoiti

### Osnuwikowate(Linyphiidae)
Z Nowej Zelandii wykazano:

- Araeoncus humilis
- Cassafroneta forsteri
- Diplocephalus cristatus
- Diploplecta adjacens
- Diploplecta australis
- Diploplecta communis
- Diploplecta duplex
- Diploplecta nuda
- Diploplecta opaca
- Diploplecta proxima
- Diploplecta pumilio
- Diploplecta simplex
- Dunedinia decolor
- Dunedinia denticulata
- Dunedinia pullata
- Erigone prominens
- Erigone wiltoni
- Haplinis abbreviata
- Haplinis alticola
- Haplinis anomala
- Haplinis antipodiana
- Haplinis attenuata
- Haplinis banksi
- Haplinis brevipes
- Haplinis chiltoni
- Haplinis contorta
- Haplinis diloris
- Haplinis dunstani
- Haplinis exigua
- Haplinis fluviatilis
- Haplinis fucatinia
- Haplinis fulvolineata
- Haplinis horningi
- Haplinis inexacta
- Haplinis innotabilis
- Haplinis insignis
- Haplinis major
- Haplinis marplesi
- Haplinis minutissima
- Haplinis morainicola
- Haplinis mundenia
- Haplinis paradoxa
- Haplinis redacta
- Haplinis rufocephala
- Haplinis rupicola
- Haplinis silvicola
- Haplinis similis
- Haplinis subclathrata
- Haplinis subdola
- Haplinis subtilis
- Haplinis taranakii
- Haplinis tegulata
- Haplinis titan
- Haplinis tokaanuae
- Haplinis wairarapa
- Hyperafroneta obscura
- Laetesia amoena
- Laetesia aucklandensis
- Laetesia bellissima
- Laetesia chathami
- Laetesia distincta
- Laetesia germana
- Laetesia intermedia
- Laetesia minor
- Laetesia olvidada
- Laetesia paragermana
- Laetesia peramoena
- Laetesia prominens
- Laetesia pseudamoena
- Laetesia pulcherrima
- Laetesia trispathulata
- Laperousea blattifera
- Lessertia dentichelis
- Maorineta acerba
- Maorineta gentilis
- Maorineta minor
- Maorineta mollis
- Maorineta sulcata
- Maorineta tibialis
- Maorineta tumida
- Megafroneta dugdaleae
- Megafroneta elongata
- Megafroneta gigas
- Mermessus fradeorum
- Metafroneta minima
- Metafroneta sinuosa
- Metafroneta subversa
- Metamynoglenes absurda
- Metamynoglenes attenuata
- Metamynoglenes flagellata
- Metamynoglenes gracilis
- Metamynoglenes helicoides
- Metamynoglenes incurvata
- Metamynoglenes magna
- Metamynoglenes ngongotaha
- Microctenonyx subitaneus
- Novafroneta annulipes
- Novafroneta gladiatrix
- Novafroneta nova
- Novafroneta parmulata
- Novafroneta truncata
- Novafroneta vulgaris
- Novalaetesia anceps
- Novalaetesia atra
- Ostearius melanopygius
- Parafroneta ambigua
- Parafroneta confusa
- Parafroneta demota
- Parafroneta haurokoae
- Parafroneta hirsuta
- Parafroneta insula
- Parafroneta marrineri
- Parafroneta minuta
- Parafroneta monticola
- Parafroneta persimilis
- Parafroneta pilosa
- Parafroneta subalpina
- Parafroneta subantarctica
- Parafroneta westlandica
- Poecilafroneta caudata
- Promynoglenes grandis
- Promynoglenes minuscula
- Promynoglenes minuta
- Promynoglenes nobilis
- Promynoglenes parvula
- Promynoglenes silvestris
- Protoerigone obtusa
- Protoerigone otagoa
- Pseudafroneta frigida
- Pseudafroneta incerta
- Pseudafroneta lineata
- Pseudafroneta maxima
- Pseudafroneta pallida
- Pseudafroneta perplexa
- Pseudafroneta prominula
- Tenuiphantes tenuis

### Perigopidae
Z Nowej Zelandii wykazano:
- Periegops keani
- Periegops suterii

### Physoglenidae
Z Nowej Zelandii wykazano:

- Mangua caswell
- Mangua convoluta
- Mangua flora
- Mangua forsteri
- Mangua gunni
- Mangua hughsoni
- Mangua kapiti
- Mangua makarora
- Mangua medialis
- Mangua oparara
- Mangua otira
- Mangua paringa
- Mangua sana
- Mangua secunda
- Meringa australis
- Meringa borealis
- Meringa centralis
- Meringa conway
- Meringa hinaka
- Meringa leith
- Meringa nelson
- Meringa otago
- Meringa tetragyna
- Nomaua arborea
- Nomaua cauda
- Nomaua crinifrons
- Nomaua nelson
- Nomaua perdita
- Nomaua rakiura
- Nomaua repanga
- Nomaua rimutaka
- Nomaua taranga
- Nomaua urquharti
- Nomaua waikanae
- Nomaua waikaremoana
- Pahora cantuaria
- Pahora graminicola
- Pahora kaituna
- Pahora media
- Pahora montana
- Pahora murihiku
- Pahora rakiura
- Pahora taranaki
- Pahora wiltoni
- Pahoroides aucklandica
- Pahoroides balli
- Pahoroides confusa
- Pahoroides courti
- Pahoroides forsteri
- Pahoroides gallina
- Pahoroides kohukohu
- Pahoroides whangarei
- Runga akaroa
- Runga flora
- Runga moana
- Runga nina
- Runga raroa
- Zeatupua forsteri

### Pogońcowate(Lycosidae)
Z Nowej Zelandii wykazano:
- Allotrochosina schauinslandi
- Anoteropsis adumbrata
- Anoteropsis aerescens
- Anoteropsis alpina
- Anoteropsis arenivaga
- Anoteropsis blesti
- Anoteropsis canescens
- Anoteropsis cantuaria
- Anoteropsis flavescens
- Anoteropsis forsteri
- Anoteropsis hallae
- Anoteropsis hilaris
- Anoteropsis insularis
- Anoteropsis lacustris
- Anoteropsis litoralis
- Anoteropsis montana
- Anoteropsis okatainae
- Anoteropsis ralphi
- Anoteropsis senica
- Anoteropsis urquharti
- Anoteropsis westlandica
- Artoria hospita
- Artoria segrega
- Artoria separata
- Artoriopsis expolita
- Hogna crispipes
- Notocosa bellicosa
- Venatrix konei

### Rozsnuwaczowate(Scytodidae)
Z Nowej Zelandii wykazano:
- Scytodes thoracica

### Sidliszowate(Amaurobidae)
Z Nowej Zelandii wykazano:
- Auhunga pectinata
- Maloides cavernicola
- Muritaia kaituna
- Muritaia longispinata
- Muritaia orientalis
- Muritaia parabusa
- Muritaia suba
- Otira canasta
- Otira indura
- Otira liana
- Otira parva
- Otira satura
- Otira terricola
- Waitetola huttoni

### Skakunowate(Salticidae)
Z Nowej Zelandii wykazano:

- Adoxotoma forsteri
- Bianor compactus
- Bianor maculatus
- Clynotis archeyi
- Clynotis barresi
- Clynotis knoxi
- Clynotis saxatilis
- Euophrys arenaria
- Helpis minitabunda
- Hinewaia embolica
- Holoplatys apressus
- Jotus ravus
- Laufeia aerihirta
- Maratus griseus
- Maratus scutulatus
- Marpissa armifera
- Ocrisiona cinerea
- Ocrisiona leucocomis
- Opisthoncus polyphemus
- Trite auricoma
- Trite herbigrada
- Trite mustilina
- Trite parvula
- Trite planiceps
- Trite pollardi
- Trite urvillei

### Spachaczowate(Sparassidae)
Z Nowej Zelandii wykazano:
- Delena cancerides
- Isopeda villosa
- Pandercetes peronianus

### Stiphidiidae
Z Nowej Zelandii wykazano:

- Aorangia agama
- Aorangia ansa
- Aorangia fiordensis
- Aorangia isolata
- Aorangia kapitiensis
- Aorangia mauii
- Aorangia muscicola
- Aorangia obscura
- Aorangia otira
- Aorangia pilgrimi
- Aorangia poppelwelli
- Aorangia pudica
- Aorangia semita
- Aorangia silvestris
- Aorangia singularis
- Aorangia tumida
- Marplesia dugdalei
- Marplesia janus
- Marplesia pohara
- Neolana dalmasi
- Neolana pallida
- Neolana septentrionalis
- Neoramia allanae
- Neoramia alta
- Neoramia charybdis
- Neoramia childi
- Neoramia crucifera
- Neoramia finschi
- Neoramia fiordensis
- Neoramia hoggi
- Neoramia hokina
- Neoramia janus
- Neoramia koha
- Neoramia komata
- Neoramia mamoea
- Neoramia marama
- Neoramia margaretae
- Neoramia matua
- Neoramia minuta
- Neoramia nana
- Neoramia sana
- Neoramia oroua
- Neoramia otagoa
- Neoramia raua
- Neoramia setosa
- Procambridgea grayi
- Stiphidion facetum

### Śpiesznikowate(Oxyopidae)
Z Nowej Zelandii wykazano:
- Oxyopes gracilipes

### Tkańcowate(Nesticidae)
Z Nowej Zelandii wykazano:
- Kryptonesticus eremita

### Toxopidae
Z Nowej Zelandii wykazano:

- Gasparia busa
- Gasparia coriacea
- Gasparia delli
- Gasparia dentata
- Gasparia edwardsi
- Gasparia kaiangaroa
- Gasparia littoralis
- Gasparia lomasi
- Gasparia mangamuka
- Gasparia manneringi
- Gasparia montana
- Gasparia nava
- Gasparia nebulosa
- Gasparia nelsonensis
- Gasparia nuntia
- Gasparia oparara
- Gasparia parva
- Gasparia pluta
- Gasparia rupicola
- Gasparia rustica
- Gasparia tepakia
- Gasparia tuaiensis
- Gohia clarki
- Gohia falxiata
- Gohia isolata
- Gohia parisolata
- Hapona amira
- Hapona aucklandensis
- Hapona crypta
- Hapona insula
- Hapona marplesi
- Hapona moana
- Hapona momona
- Hapona muscicola
- Hapona otagoa
- Hapona paihia
- Hapona reinga
- Hapona salmoni
- Hapona tararua
- Hulua convoluta
- Hulua manga
- Hulua minima
- Hulua pana
- Laestrygones albiceris
- Laestrygones chathamensis
- Laestrygones minutissimus
- Laestrygones otagoensis
- Laestrygones westlandicus
- Lamina minor
- Lamina montana
- Lamina parana
- Lamina ulva
- Myro marinus
- Neomyro amplius
- Neomyro circe
- Neomyro scitulus
- Otagoa chathamensis
- Otagoa nova
- Otagoa wiltoni
- Toxopsoides huttoni

### Trawnikowcowate(Miturgidae)
Z Nowej Zelandii wykazano:
- Argoctenus aureus
- Pacificana cockayni
- Zealoctenus cardronaensis

### Trochanteriidae
Z Nowej Zelandii wykazano:
- Hemicloea rogenhoferi
- Hemicloea sundevalli

### Ukośnikowate(Thomisidae)
Z Nowej Zelandii wykazano:
- Cymbachina albobrunnea
- Diaea albolimbata
- Diaea ambara
- Diaea sphaeroides
- Sidymella angularis
- Sidymella angulata
- Sidymella benhami
- Synema suteri

### Worczakowate(Gnaphosidae)
Z Nowej Zelandii wykazano:
- Anzacia gemmea
- Hypodrassodes apicus
- Hypodrassodes courti
- Hypodrassodes crassus
- Hypodrassodes dalmasi
- Hypodrassodes insulanus
- Hypodrassodes isopus
- Hypodrassodes maoricus
- Intruda signata
- Kaitawa insulare
- Matua festiva
- Matua valida
- Nauhea tapa
- Notiodrassus distinctus
- Notiodrassus fiordensis
- Scotophaeus pretiosus
- Zelanda elongata
- Taieria elongata
- Zelanda erebus
- Zelanda kaituna
- Zelanda miranda
- Zelanda obtusa
- Zelanda titirangia

### Zbrojnikowate(Cheiracanthiidae)
Z Nowej Zelandii wykazano:
- Eutittha stratiotica

### Zoropsidae
Z Nowej Zelandii wykazano:
- Uliodon albopunctatus
- Uliodon cervinus
- Uliodon frenatus
- Wiltona filicicola